# Andrea Fischbach
Andrea Fischbach (* 1969) ist eine deutsche Professorin für Psychologin und Leiterin des Fachbereichs für „Sozial-, Arbeits- und Organisationspsychologie“ an der Deutschen Hochschule der Polizei.
Fischbach schloss 1988 eine Ausbildung zur Buchhändlerin ab, bevor sie 1991 das Abitur am Ketteler-Kolleg in Mainz ablegte. Sie begann ein Psychologiestudium an der Johann Wolfgang Goethe-Universität in Frankfurt am Main. 1994 erhielt sie ein Studienstipendium des DAAD, das sie an der University of Essex verbrachte. Fischbach schloss ihr Studium 1999 mit einer Arbeit zum Thema Empirische Überprüfung der Dimensionalen Annahmen des Eysenck Personality Profiler-Deutsch (EPP-D) als Diplom-Psychologin ab.
Im Anschluss an ihr Diplom wechselte Fischbach als wissenschaftliche Mitarbeiterin an die Georg-August-Universität in Göttingen. Im Jahr 2003 promovierte sie zur Dr. rer. nat. an der Universität Göttingen mit einer Arbeit über das Thema „Determinants of Emotion Work“. Sie blieb bis September 2004 als wissenschaftliche Mitarbeiterin an der Universität, bevor sie im Oktober des Jahres zur Akademische Rätin im Fachbereich Psychologie an der Universität Trier ernannt wurde. Im Februar 2005 erhielt sie eine Juniorprofessur für Arbeits-, Betriebs- und Organisationspsychologie der Universität Trier.
Im Juni 2008 erhielt sie eine Universitätsprofessur für Sozial-, Arbeits- und Organisationspsychologie an der Deutschen Hochschule der Polizei in Münster-Hiltrup.

## Veröffentlichungen
- Sicherheit. Polizeiwissenschaft und Sicherheitsforschung im Kontext. Baden-Baden: NOMOS.
- Psychologie im Arbeitsleben: wissenschaftlich denken – praktisch handeln: Abstracts und Programm der 5. Tagung der Fachgruppe Arbeits- und ... in der Deutschen Gesellschaft für Psychologie. 1. Auflage, Dustri Verlag, August 2007, ISBN 3899674073